# Sibual Buali
Sibual Buali is een bestuurslaag in het regentschap Padang Lawas van de provincie Noord-Sumatra, Indonesië. Sibual Buali telt 1309 inwoners (volkstelling 2010).